# هنري ميليغان
هنري ميليغان (بالإنجليزية: Henry Milligan)‏ (16 سبتمبر 1958 في المملكة المتحدة - ) هو ملاكم أمريكي، صنّف ضمن فئة وزن ثقيل.

## روابط خارجية
- هنري ميليغان على موقع بوكس ريك (الإنجليزية) (registration required)